# 황국주
1909년 황해도 장연군에서 출생한 황국주는 1930년대 자칭 메시아 중 한 사람으로 활동했다. 

## 종교 활동
- 용정 중앙 장로교회 주일학교 교사로 활동했다고 한다.
- 1930년쯤 이른바 목가름이라는 신비체험을 했다고 주장했다.
- 황국주가 겪었다고 주장하는 신비체험: 백일 기도중 풍채가 그림에 나온 예수의 모습과 비슷한 모양이 교회에 나타나서 내 목을 떼고 예수의 머리로 바꿔서 붙여주고 내 몸의 피를 예수의 피로 교체하여 투석시켜 주었다. 예수의 마음을 갖게 되었고 예수가 보여주신 이적도 행하게 되었으며 자신이 전부 예수화되었다.
- 황국주의 주장은 '목가름' 또는 '피가름' 교리라 불리며 황국주의 제자 정득은을 통해 통일교의 문선명, 전도관의 박태선, 그리고 애천교회의 정명석에게까지 영향을 미친 것으로 보인다.[1]
- 1931년경 황국주와 추종하는 신도들은 용정에서 함경도를 거쳐 서울까지 '새예루살렘 순례'라는 것을 행했다. 당시 함경남도 흥원군 삼호교회 담임이던 조승제 목사는 자신의 저서 '나의 목회생활 40년의 백서'에서 이들이 예배당 안팎에서 난잡한 행위를 했다고 기록했다.
- 1933년 황국주는 영계라는 월간지를 발간했다. 창간호 한부가 연세대학교 중앙도서관 5층 희귀본 서고에 보존되어 있다고 한다.